# Fireball
Fireball —en español: Bola de fuego— es el quinto álbum de la banda británica de hard rock Deep Purple, publicado el 15 de septiembre de 1971. Alcanzó el primer puesto de la lista de éxitos británica, siendo el primer disco de los tres que situaría la banda en esta posición.

## Grabación
Los canciones fueron grabadas durante la gran gira de conciertos donde interpretaban los temas del álbum "Deep Purple in Rock". 
La canción "Strange Kind of Woman" fue editada como sencillo y adelanto del disco, que alcanzó el octavo puesto en la lista de singles británica y que se convirtió en uno de los mayores éxitos del grupo, y una de las canciones fijas en sus conciertos. Esta canción, junto con "The Mule", son los dos temas del disco que aparecen en el clásico Made in Japan de 1972.
La mezcla de este disco quedó a cargo de Martin Birch, sonidista habitual de la banda. Además, el sonido de esta grabación busca volver a las influencias de la banda como el folk de "Anyone's Daughter", el blues de "No No No" y "Demon's Eye" y la música sinfónica de "Fools". A pesar del éxito, los integrantes de Purple (a excepción de Ian Gillan y Jon Lord) no consideran a Fireball como un gran disco. Durante la fiesta de los 25 años de Deep Purple y desde la partida de Ritchie Blackmore, en 1993, la banda ha incluido varias canciones en la lista de temas que ejecutan en sus conciertos.
En el aniversario por los 25 años del álbum, fueron incluídas 3 pistas: "Alone", "Freedom" y "Slowtrain"

## Lista de canciones
Todas las canciones escritas por Ritchie Blackmore, Ian Gillan, Roger Glover, Jon Lord e Ian Paice.

### Edición original de Europa
1. "Fireball" – 3:25
2. "No No No" – 6:54
3. "Demon's Eye" – 5:19
4. "Anyone's Daughter" – 4:43
5. "The Mule" – 5:23
6. "Fools" – 8:21
7. "No One Came" – 6:28

### Edición original de EE. UU./Canadá/Japón
1. "Fireball" – 3:25
2. "No No No" – 6:54
3. "Strange Kind of Woman" – 4:07
4. "Anyone's Daughter" – 4:43
5. "The Mule" – 5:23
6. "Fools" – 8:21
7. "No One Came" – 6:28

### Canciones extra incluidas en la edición 25º aniversario
1. "Strange Kind of Woman" (remix '96) – 4:07
2. "I'm Alone" (Lado-B) – 3:08
3. "Freedom" (no incluida en la edición original) – 3:37
4. "Slow Train" (no incluida en la edición original) – 5:38
5. "Demon's Eye" (remix '96) – 6:13
6. "The Noise Abatement Society Tapes" (tradicional) – 4:17
7. "Fireball" (parte 1, instrumental) – 4:09
8. "Backwards Piano" – 0:56
9. "No One Came" (remix '96) – 6:24

## Músicos
- Ian Gillan – Voz y pandereta.
- Ritchie Blackmore – Guitarra.
- Jon Lord – Teclados y piano.
- Roger Glover – Bajo.
- Ian Paice – Batería y percusión.

- Datos: Q215427